# Guy Wilks
Guy Philip Wilks (Darlington, 22 gennaio 1981) è un pilota di rally britannico.

## Carriera
Ha vinto il trofeo Ford Ka nel 2000 al suo primo anno nelle competizioni guadagnandosi la possibilità di partecipare nel 2001 al trofeo Ford Puma 1400cc, che ha terminato in seconda posizione.
In seguito, nel 2002, ha preso parte al campionato britannico con una Ford Puma S1600 concludendo la stagione 5º assoluto. Nel 2003 ha disputato il JWRC con una Ford Puma preparata dal team Chris Birkbeck Motorsport, terminando la stagione in 7ª posizione.
Nel 2004 ha terminato al 3º posto il campionato JWRC, oltre a vincere sia il campionato British Super 1600 che il titolo British Junior. Sempre nel JWRC è giunto secondo alle spalle di Dani Sordo nel 2005 e quarto nel 2006. In questi anni ha corso con Suzuki Ignis e Suzuki Swift. Nel 2007 e nel 2008, alla guida di una Mitsubishi Lancer Evolution, ha vinto il campionato britannico rally.
Nel 2009 ha iniziato a prendere parte al trofeo Intercontinental Rally Challenge dapprima con una Proton Satria Neo S2000 con cui ha ottenuto come miglior piazzamento un 5º posto assoluto in Russia, poi a fine stagione ha guidato per un rally la Škoda Fabia S2000 vincendo in Scozia.
Nel 2010 con la conferma con il team Škoda UK ha ottenuto due secondi e un terzo posto rispettivamente in Brasile, Argentina e Spagna giungendo 6º assoluto in campionato.
Nel 2011 ha rimpiazzato il campione in carica Kris Meeke correndo con una Peugeot 207 S2000 del team Peugeot UK. È arrivato 3º nel Rally di Monte Carlo e ha chiuso la stagione 7º con 47 punti.

## Risultati nel mondiale rally
| 2002 | Scuderia | Vettura                                 |  |     |  |  |  |  |  |  |  |     |  |  |  |    |  |  | Punti | Pos. |
| ---- | -------- | --------------------------------------- |  | --- |  |  |  |  |  |  |  | --- |  |  |  | -- |  |  | ----- | ---- |
| 2002 |          | Mitsubishi Lancer Evo 6 Ford Puma S1600 |  | Rit |  |  |  |  |  |  |  | Rit |  |  |  | 28 |  |  | 0     |      |

| 2003 | Scuderia | Vettura         |     |  |    |  |  |    |  |  |    |  |    |  |    |     |  |  | Punti | Pos. |
| ---- | -------- | --------------- | --- |  | -- |  |  | -- |  |  | -- |  | -- |  | -- | --- |  |  | ----- | ---- |
| 2003 |          | Ford Puma S1600 | Rit |  | 18 |  |  | 33 |  |  | 24 |  | 28 |  | 33 | Rit |  |  | 0     |      |

| 2004 | Scuderia | Vettura            |     |  |  |  |  |    |    |  |     |  |  |    |    |  |     |  | Punti | Pos. |
| ---- | -------- | ------------------ | --- |  |  |  |  | -- | -- |  | --- |  |  | -- | -- |  | --- |  | ----- | ---- |
| 2004 |          | Suzuki Ignis S1600 | Rit |  |  |  |  | 12 | 13 |  | Rit |  |  | 18 | 11 |  | Rit |  | 0     |      |

| 2005 | Scuderia | Vettura                               |    |    |    |    |    |    |    |    |  |    |    |    |    |  |     |  | Punti | Pos. |
| ---- | -------- | ------------------------------------- | -- | -- | -- | -- | -- | -- | -- | -- |  | -- | -- | -- | -- |  | --- |  | ----- | ---- |
| 2005 |          | Suzuki Ignis S1600 Suzuki Swift S1600 | 19 | 22 | 11 | 27 | 23 | 29 | 52 | 17 |  | 18 | 15 | 32 | 17 |  | Rit |  | 0     |      |

| 2006 | Scuderia               | Vettura            |  |    |  |  |  |    |    |  |  |    |  |  |    |  |  |    | Punti | Pos. |
| ---- | ---------------------- | ------------------ |  | -- |  |  |  | -- | -- |  |  | -- |  |  | -- |  |  | -- | ----- | ---- |
| 2006 | Suzuki Sport Europe UK | Suzuki Swift S1600 |  | 38 |  |  |  | 19 | 26 |  |  | 15 |  |  | 19 |  |  | 52 | 0     |      |

| 2007 | Scuderia                      | Vettura                                                   |  |  |     |  |     |  |  |   |   |    |  |  |  |  |   |    | Punti | Pos. |
| ---- | ----------------------------- | --------------------------------------------------------- |  |  | --- |  | --- |  |  | - | - | -- |  |  |  |  | - | -- | ----- | ---- |
| 2007 | Ramsport Mitsubishi Motors UK | Ford Focus WRC Subaru Impreza WRC Mitsubishi Lancer Evo 9 |  |  | Rit |  | Rit |  |  | 9 | 9 | 10 |  |  |  |  | 6 | 13 | 3     | 18º  |

| 2008 | Scuderia                            | Vettura                                       |  |  |  |  |  |  |  |  |    |  |  |  |  |  |    |  | Punti | Pos. |
| ---- | ----------------------------------- | --------------------------------------------- |  |  |  |  |  |  |  |  | -- |  |  |  |  |  | -- |  | ----- | ---- |
| 2008 | JAS Motorsport Mitsubishi Motors UK | Honda Civic Type-R R3 Mitsubishi Lancer Evo 9 |  |  |  |  |  |  |  |  | 18 |  |  |  |  |  | 14 |  | 0     |      |

| Legenda | 1º posto | 2º posto | 3º posto | A punti | Senza punti | Ritirato | Squalificato | NP=Non partito C=Gara cancellata | Apice=Power stage |

## Risultati nell'IRC
| Anno | Team                      | Auto                    | 1     | 2     | 3       | 4     | 5       | 6       | 7       | 8       | 9       | 10      | 11      | 12  | Punti | Pos. |
| ---- | ------------------------- | ----------------------- | ----- | ----- | ------- | ----- | ------- | ------- | ------- | ------- | ------- | ------- | ------- | --- | ----- | ---- |
| 2009 | Mellors Elliot Motorsport | Proton Satria Neo S2000 | MON   | BRA   | KEN     | POR   | BEL Rit | RUS 5   | POR 11  | CZE Rit | ESP 22  | ITA 13  |         |     | 15    | 7º   |
| 2009 | Philip Pugh               | Škoda Fabia S2000       |       |       |         |       |         |         |         |         |         |         | SCO 1   |     | 15    | 7º   |
| 2010 | Škoda UK                  | Škoda Fabia S2000       | MON 6 | CUR 2 | ARG 2   | CAN 3 | SAR Rit | YPR     | AZO     | MAD     | ZLI 7   | SAN Rit | SCO Rit | CYP | 27    | 6º   |
| 2011 | Peugeot UK                | Peugeot 207 S2000       | MON 3 | CAN 5 | COR Rit | YAL 5 | YPR 4   | AZO Rit | ZLI Rit | MEC Rit | SAN Rit | SCO Rit | CYP     |     | 47    | 7º   |